# ドリル (工具)

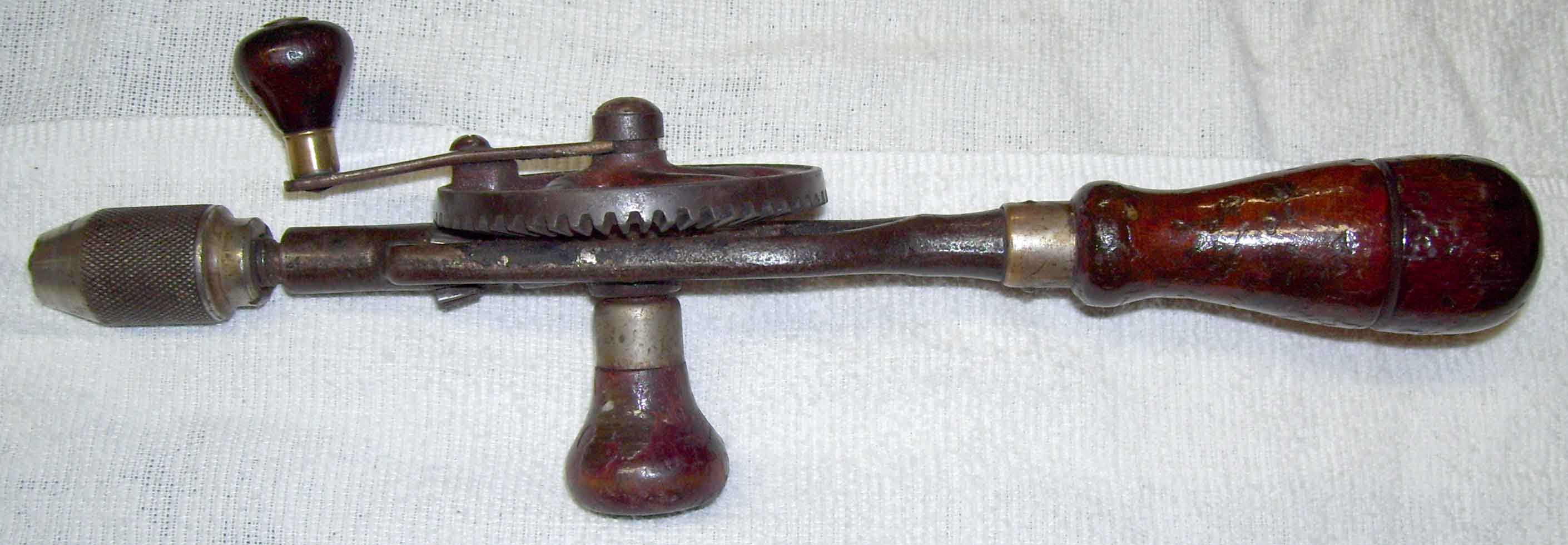
ハンドドリル。手回し式ドリルの中でも、比較的小さな穴（小さな力で開けられる穴）をあけるためのもの。写真左上の取っ手を握り回転させると、その力で円盤状の金属（歯車）が回転、（歯車によって回転数が増す状態で）写真左側のチャック（ビットを固定する部分）が回転する。

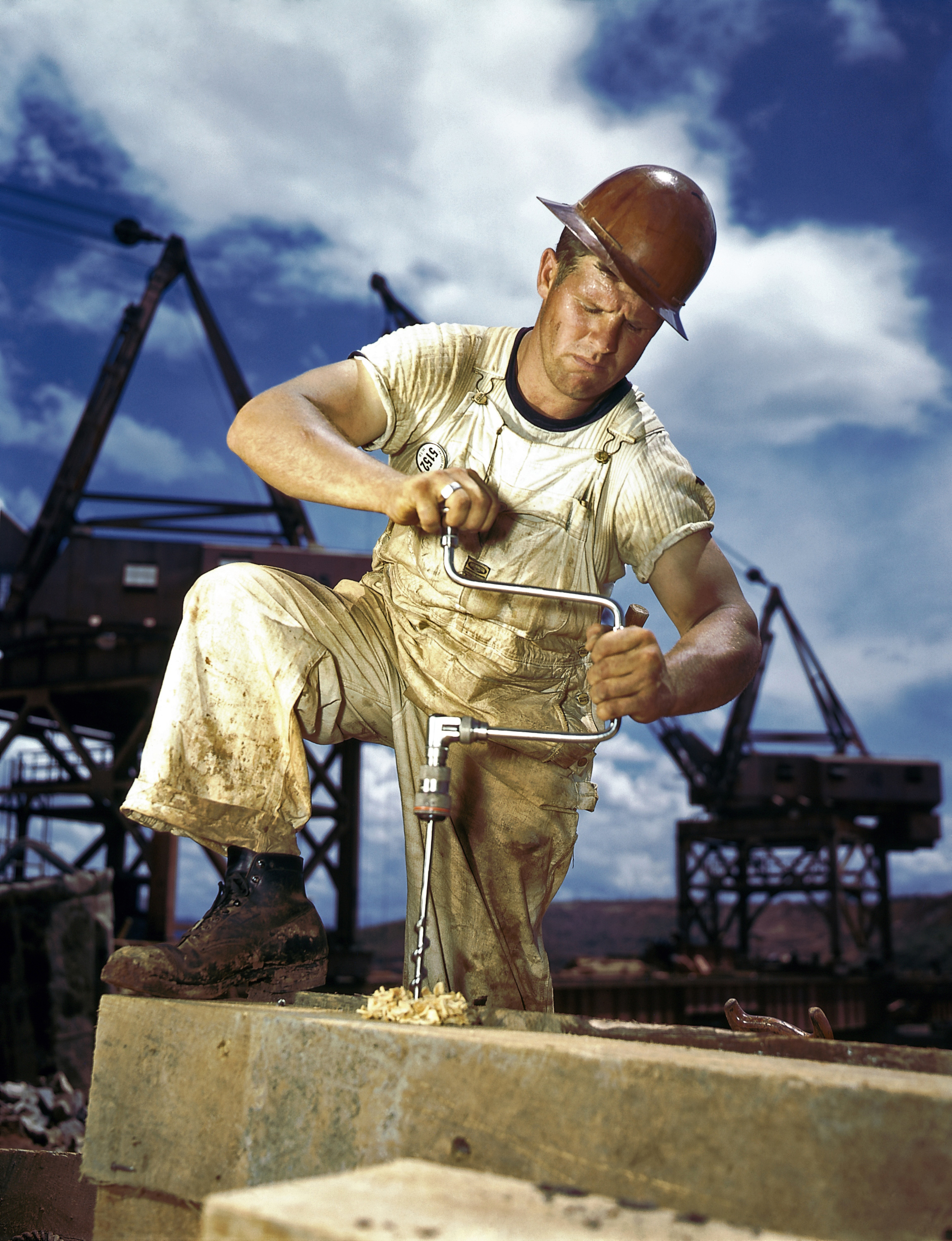
ハンドドリルの中でも、やや大きな穴や、大きなトルクが必要な材質のものに穴をあけるためのもの。回転力を与える「握り」の部分が、回転軸から数十cmほど離れており、かつ握り部の1回転が刃先の1回転として伝わり、大きなトルクをかけられる。

電動ドリル。コンセントにつないだまま使うタイプ。

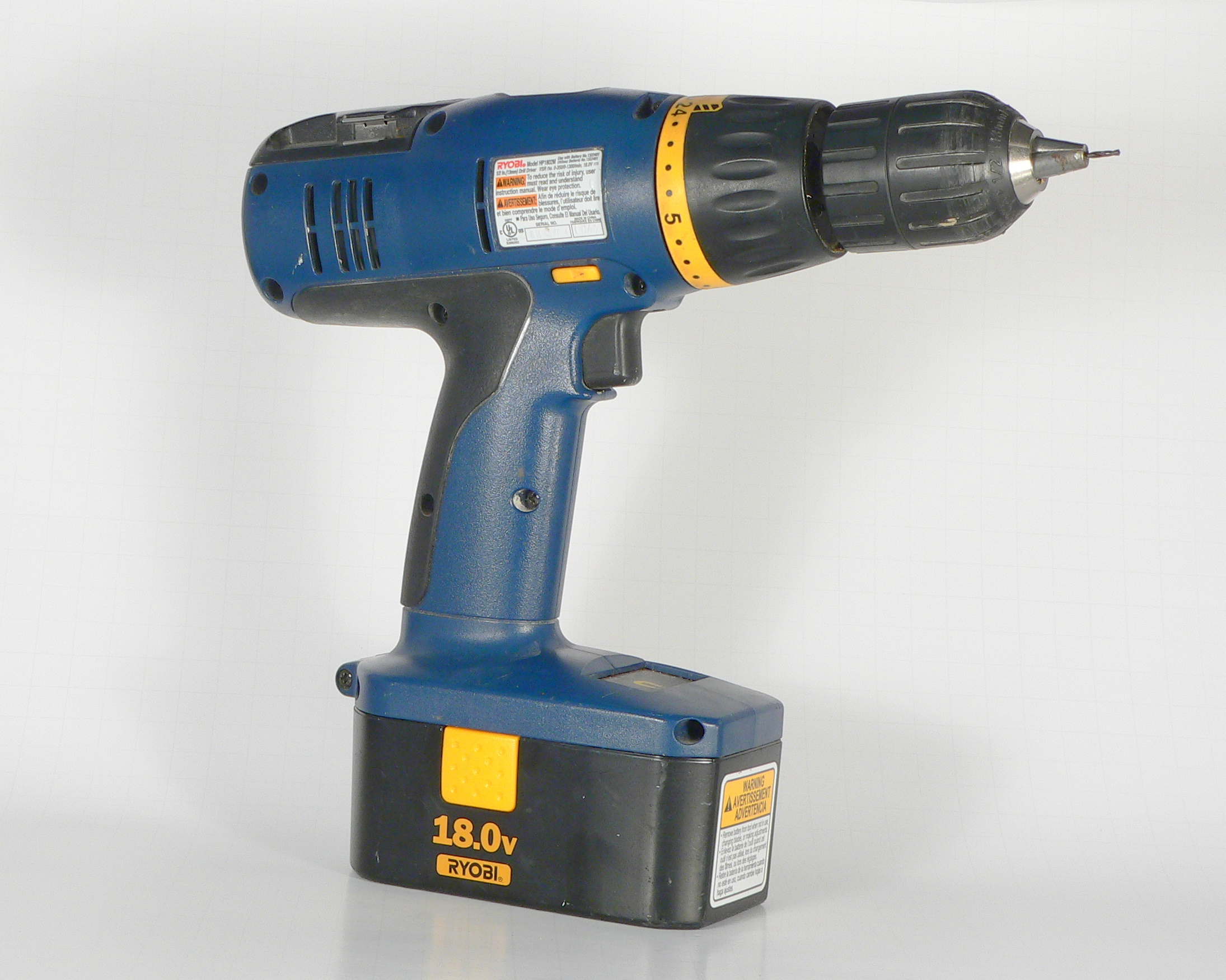
コードレス電動ドリル。取っ手の下の黒い部分が電池。以前はもっぱらニッカド電池であったが、その後ニッケル水素電池、リチウムイオン電池が普及した。

ドリル(drill)とは、回転する切削チップ（ビット）や往復運動するハンマーやチゼル（タガネ）によって、穴をあけるための道具あるいは機械のこと。

## 概説
ドリルとは、なんらかのビット類（螺旋状のドリルビットや、チゼル等々）を回転させたり往復運動させて、穴をあける道具や機械のことである。いわゆる電気ドリル（電動ドリル）やボール盤を含む。
（この意味での通称の）「ドリル」は、ドリルビットに回転する力を与えるための機械であり工具である。この「ドリル」のうち、ドリルビットを固定する部分は「チャック」と呼ばれる。
ドリルビット (drill bit) は、回転させられることによって、物に穴を開け、切削を行う。切削工具の一種であり、また、錐の一種でもある。ビットは、日本語では「ドリル刃」とも呼ばれる。一般に回転軸を持ち、細長い形状をしている。一方の先端は加工対象物を削る部分であり、もう一方はチャックによって固定されて動力を伝える部分で「シャンク」と呼ばれる。切削側には金属製の刃があり、回転により加工を行う。シャンクの形状は以前はもっぱら円柱形であったが、近年ではスリップが起きにくい六角柱形が増えている。
ボール盤を含む電気/電動ドリル、または、ハンドドリル（手動）のチャックに取り付けて使われる。
対象物の材質（用途）や穴の直径によって、様々な分類がされている。穴の仕上がり直径の表記は、ミリメートル単位か、またはインチ単位である。
二つ以上のドリルビットを同時に一つのチャックに取り付けることはできない。寸法違いのビットを交換して使うことや折れることもあるため、たいてい一つのドリルに対し複数のドリルビットを備えることになる。

## 材質
切削性能だけではなく、耐熱性、耐摩耗性、靭性を考慮した材料が使用されている。工具鋼や超硬合金を用いるほか、焼き入れや窒化処理、チタンコーティング処理によって切れ刃の特性を改善し、総合的な性能向上を図っている。掘削工具用になると、機械構造用鋼なども使われる。

## 法律による制限
日本では、ドリルビットは特殊開錠用具の所持の禁止等に関する法律（ピッキング防止法）の「指定侵入工具」に該当する場合がある。業務その他正当な理由による場合を除いて、隠して携帯すると処罰の対象となる。

## ツイストドリルビット

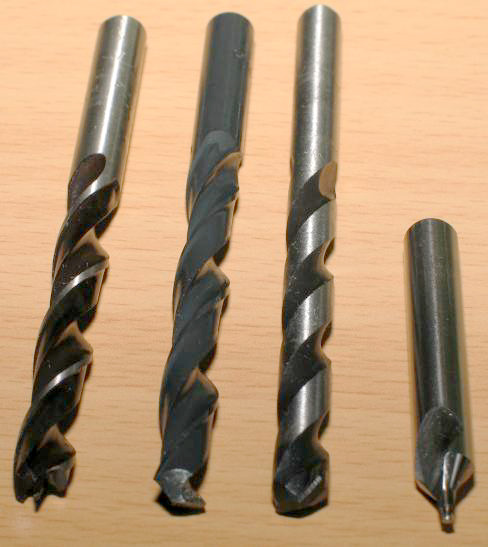
各種ツイストドリル

丸棒に切りくず排出用の螺旋（らせん）状の溝が2本切られ、円錐型に尖らせた先端に一対の切れ刃が設けられる。
この切れ刃は中心で交わらず、それぞれの逃げ面が先端で峰を形成する。これを「チゼルエッジ」と呼び、この部分には切れ刃が無い。正確に穴の位置を定めるためには、ポンチ/センターポンチなどで被削材にチゼルエッジの幅よりも大きな径の円錐状の窪みを予め加工しておく必要がある。この作業は通常、「センタ打ち」などと呼ばれる。
チゼルエッジの幅はウェブの厚みに比例し、大きな径のドリルビットほど大きくなるため、これを小さくする（あるいは無くす）ためにシンニング (thinning) 加工を施す。
金属などの深穴加工用ドリルビットでは、ビット先端の切削点へ切削油が確実に届くようにするため、内部に先端まで貫通したオイルホールを持つものがある。

### 柄の形状

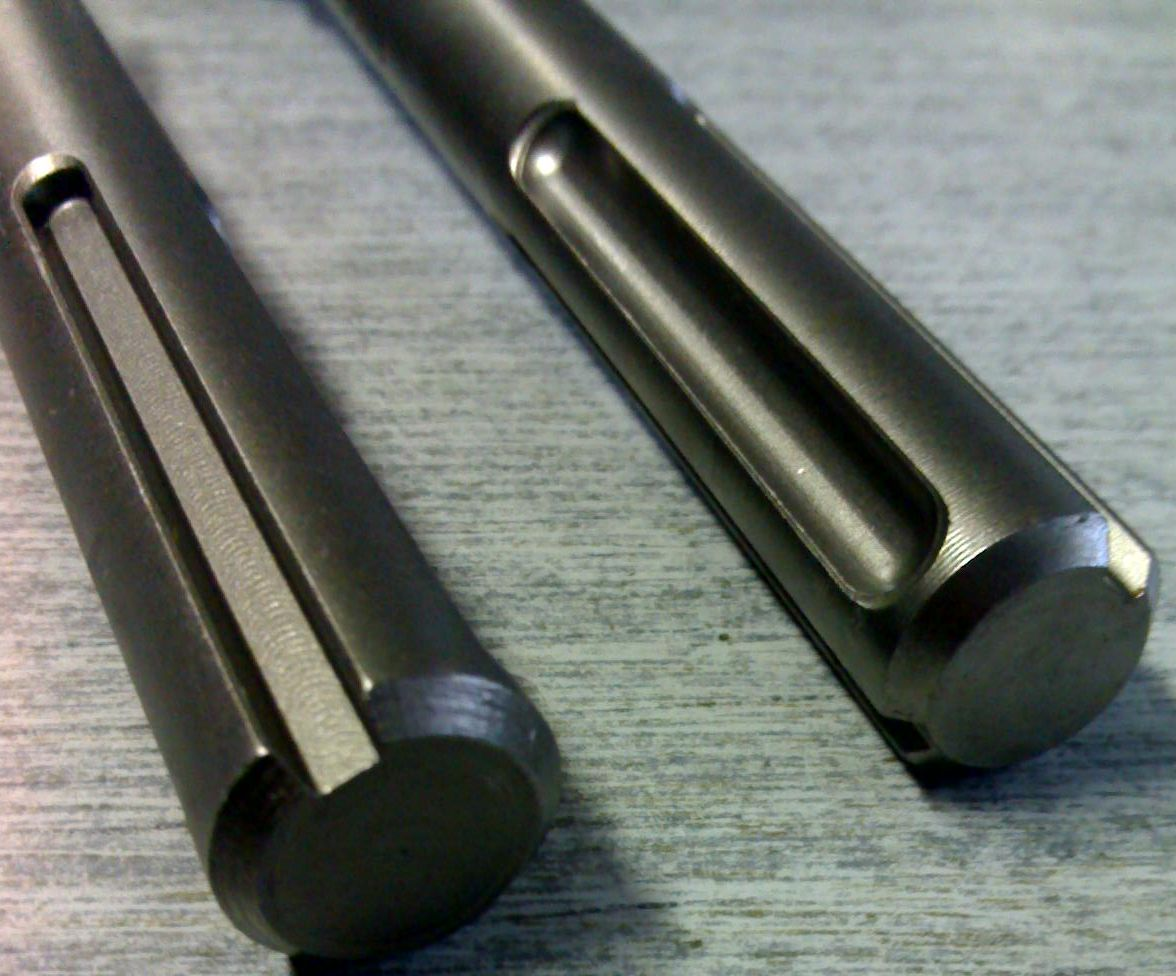
SDS-maxシャンク

ツイストドリルビットのシャンクには、主に以下の様な形状がある。
ストレートシャンク
円筒状の柄は、ストレートシャンクと呼ばれ、この径は一般にはドリルビットの呼び径と同一寸法である。この柄を持ったビットは、ストレートドリル（ビット）と呼ばれる。
エンドミルシャンク
エンドミルシャンクはストレートシャンクの一種であるが、呼び径より太い径の柄を持つ。エンドミルにおいて一般的に用いられる6 mm、8 mm、12 mmといった径が使われ、コレットチャックによる強力で精密な把握が可能である。
ノス型
ノス型はストレートシャンクの一種であるが、呼び径より細い径の柄を持つ。一般的なハンドボーラ（ハンドドリル）のチャック有効把握径は10 mmあるいは13 mmであるため、これより大きな穴をあける際に用いる。

テーパシャンク
円錐状の柄をテーパ（テーパー）シャンクと呼ぶ。この形状の柄を持つドリルビットは一般にテーパドリル（ビット）と呼ばれるが、「テーパの付いた穴をあけるドリルビット」（リーマー）を意味するものではない。
SDSプラス、SDS-max
ボッシュの開発した特殊な形状のシャンクで、ハンマドリル（英語版）など強力な穴あけに用いられる。SDSとはドイツ語の Steck, Dreh, Sitzt （差し込み、回すと、固定される）の略であり、簡単に強力な把握が可能で、振動・衝撃にも強い。

### 溝の長さ
スタブ (stub)
穴の径に対して3倍以下の深さの、浅い穴に用いられる。
レギュラー (regular)
穴の径に対して5倍以下の深さの穴に用いられ、これが標準的な溝長である。
ロング (long) 、エキストラロング (extra-long)
これらは、穴の径に対して5倍より深い穴に用いられる。こうした非常に長いドリルを使用するには、「ガイド穴」と呼ばれるドリルを被削材に導き入れるための加工を予め施す必要がある。

## 超硬ドリルビット

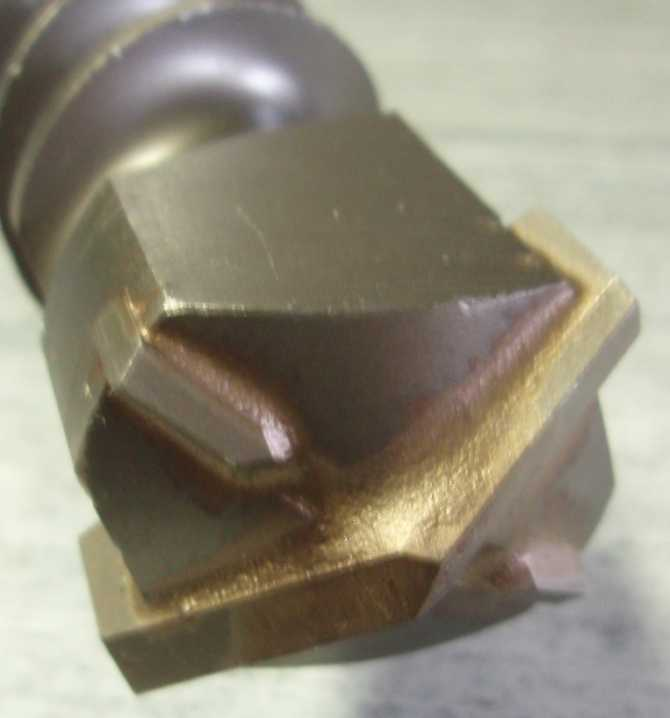
超硬ドリルビット

ツイストドリルビットの先端に超硬合金のチップを取り付けたもの。コンクリートなど脆性の低い被削材の穴あけに適する。先端にツイストドリルビットのような切れ刃はなくタガネのような形状となっている。これに振動ドリルやハンマドリルで軸方向に衝撃を与えることにより被削材を砕き、穴を空ける。
超硬合金製のツイストドリルビットのことを指す場合もある。

## コアドリルビット

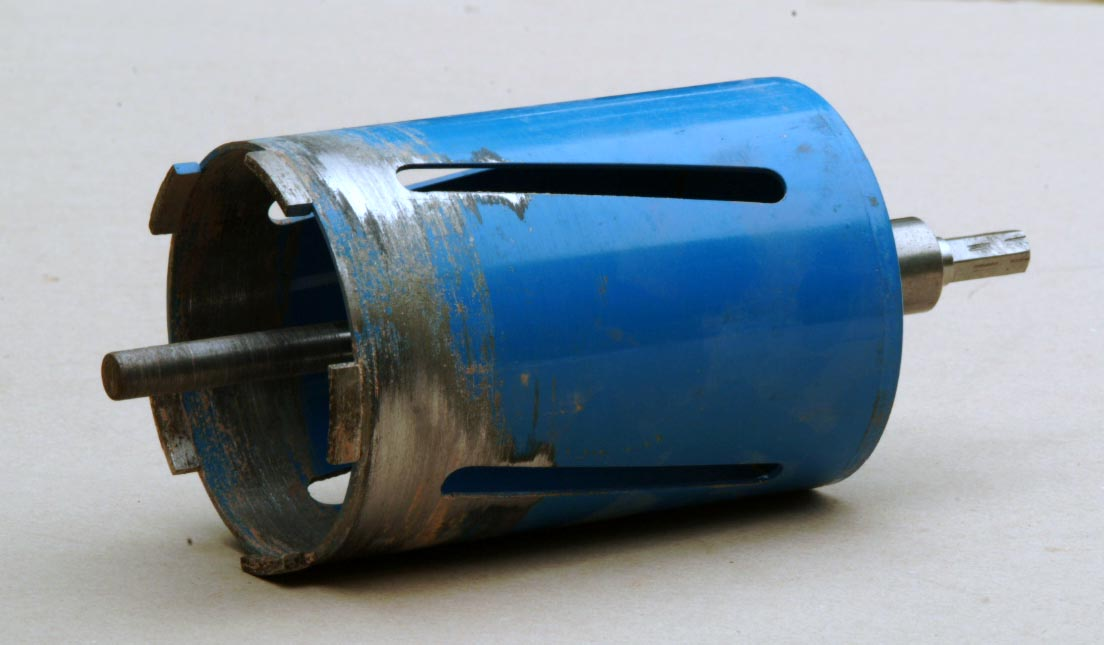
コアドリルビット。画面左に突き出した丸棒が下穴に沿って進むガイドとなる

ツイストドリルビットは穴容積分の被削材をすべて切り粉として排出するが、コアドリルは穴の外周部のみを削り取り、中心部（コア）を円柱形に切り抜くものである。このためツイストドリルビットに比べて大きな穴を短時間で空ける事ができる。建物の壁に配管用の穴を空ける場合に用いられることが多い。被削材とビットの組み合わせによっては水をかけながら切削する必要がある。大きな穴の中心を決める下穴をあらかじめ開けておく必要がある。

## 半月ドリルビット
切れ刃を付けた丸棒の片側半分を削り落としただけのものである。一般的にツイストドリルビットと比べると強度が劣るといわれる。しかし、この形状から、ドリル溝を切りくず排出に利用できる特性を持つため、一部の被削材に対しては、効果が認められる。半月ドリルビットはすくい角を持たず、0°であるため、切削の際に通常のドリルより切削抵抗が高くなる傾向がある。

### ガンドリルビット
半月ドリルビットの一種で直線状の溝を持ったものである。

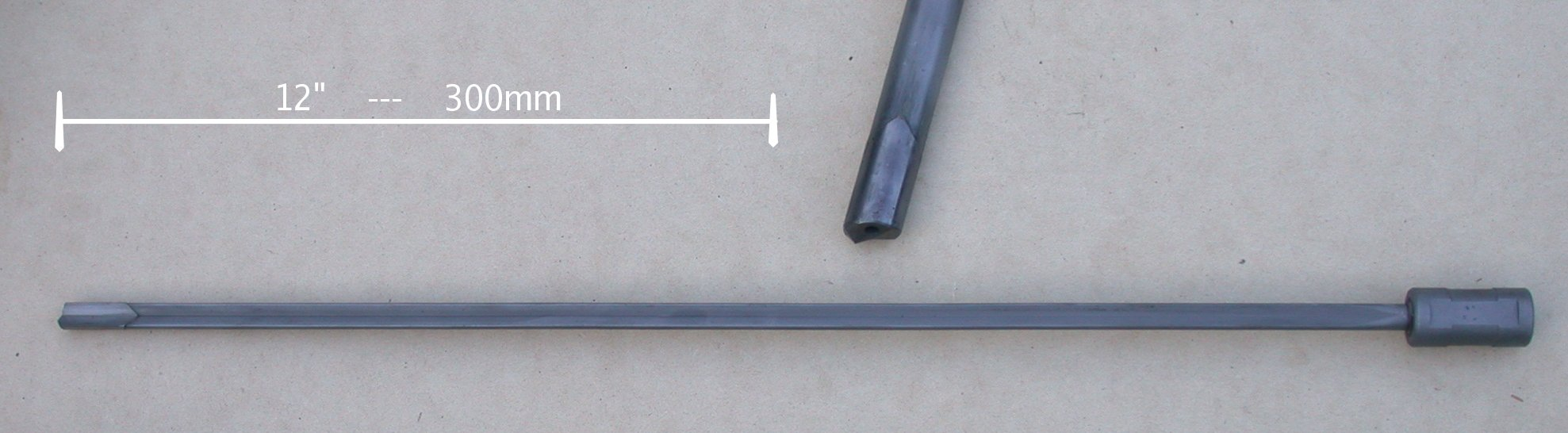
ガンドリルビット
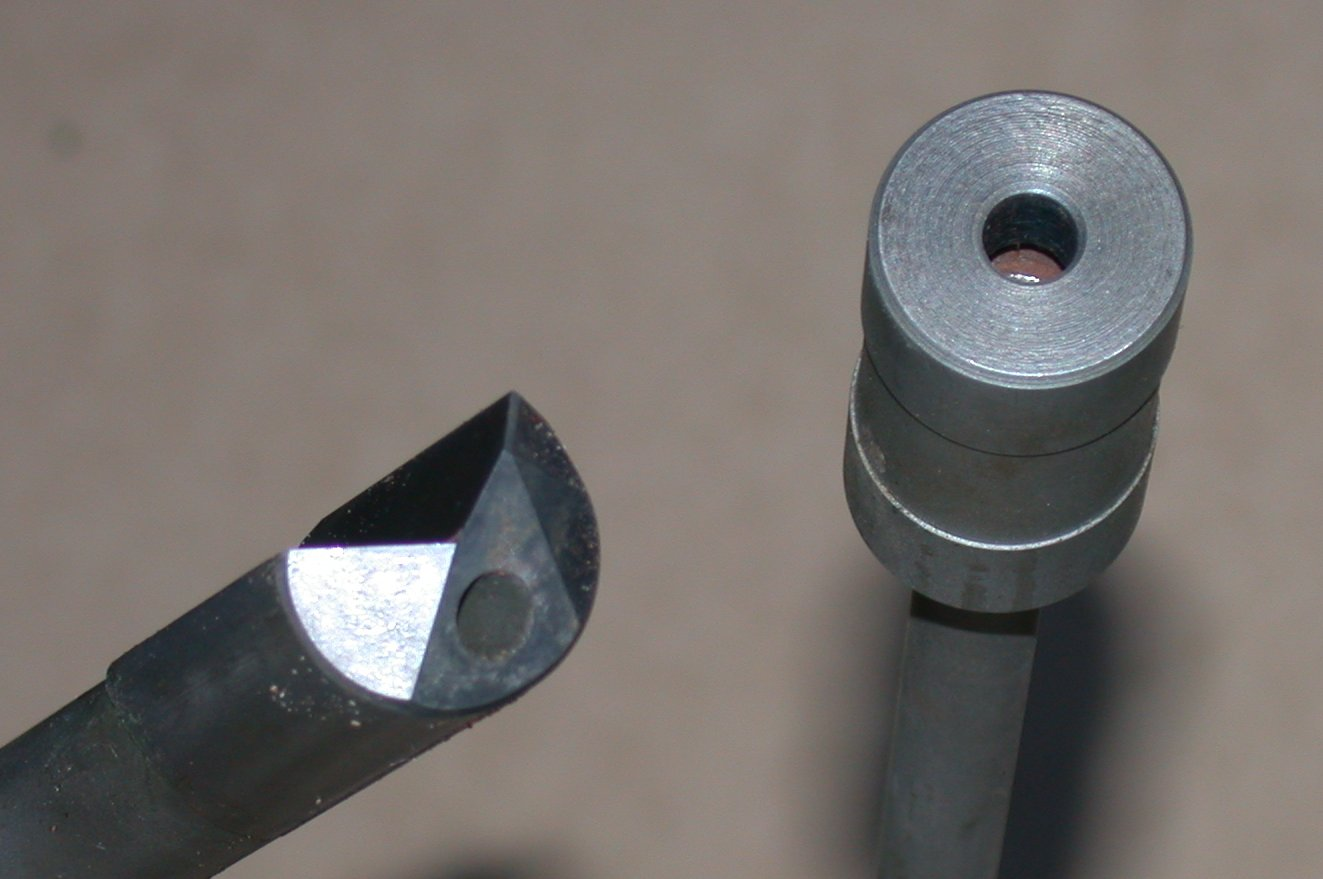
ガンドリルビットの先端、オイルホールが見える

## ホールソー

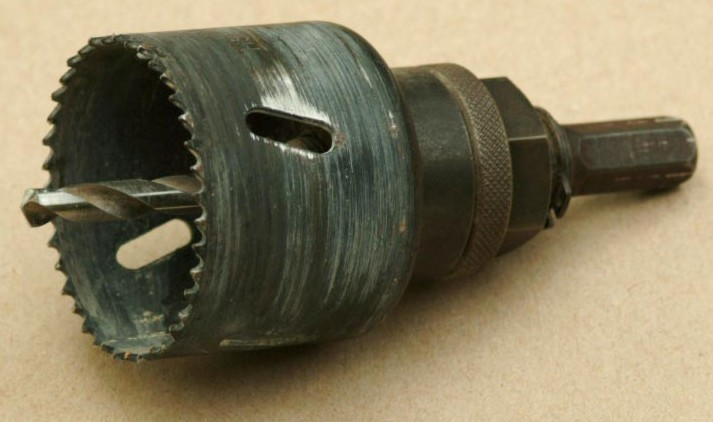
ホールソー

コアドリルビット同様に穴の外周部のみを削り取るものであるがこちらは薄板用である。中心にはガイドを兼ねた下穴用のドリルビットが設けられている。

## ステップドリルビット

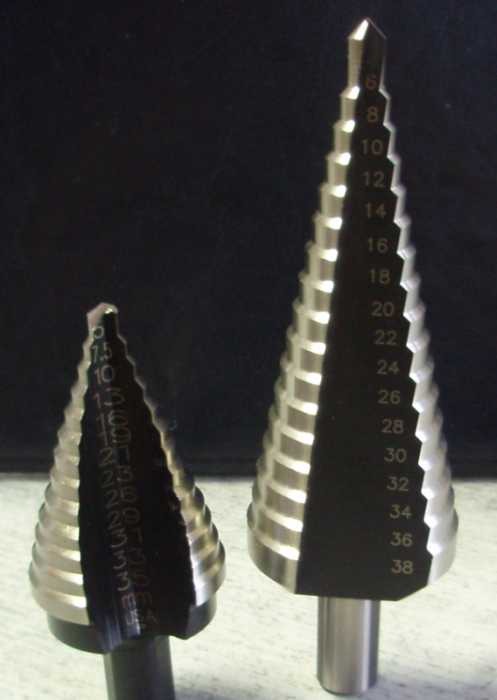
ステップドリルビット

ステップドリルビットは多数の円筒切れ刃を段階的に設けることにより円錐形の外形としたものである。主に薄板の穴あけに用いられ、任意の段で送りを止めることにより広い範囲の大きさの穴あけが可能である。その形状から、「筍ドリルビット」とも俗称される。

## 木工用スペード・ビット

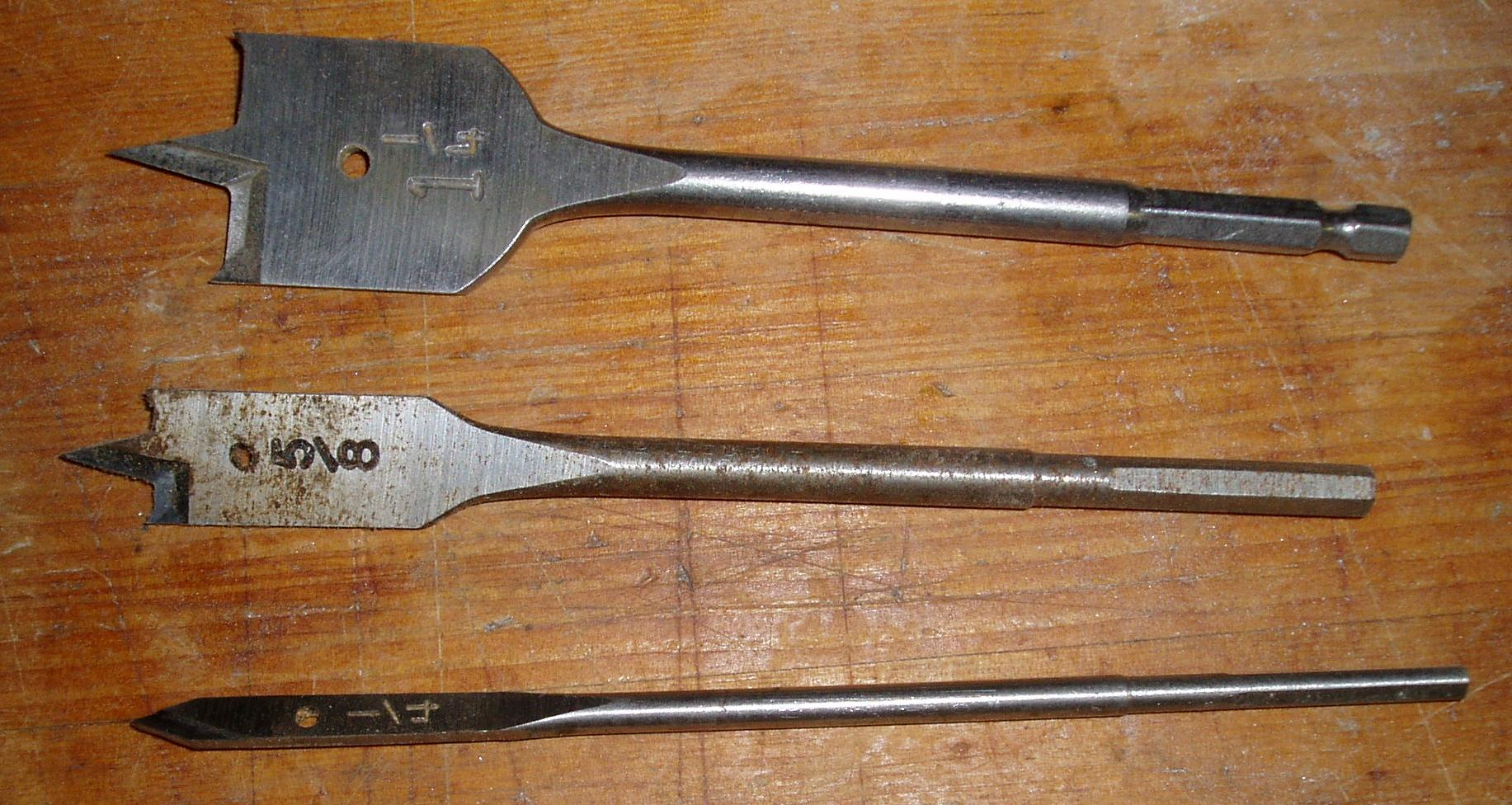
木工用スペード・ビット

板錐（いたぎり）とも呼ばれる。木材に貫通する穴を作るために用いられる。回転軸の中心の先端は突き出して尖っており、先端に近い部分は平らな金属板になっている。その中央付近には小さな穴が開けられていることが多く、壁の裏側のような手が届かない部分へ貫通させて回転を止め、この穴にワイヤーやケーブルを通して引き抜くことで、裏にある細長い物の先端を自分側に引き寄せることができる。